# Vrijloop

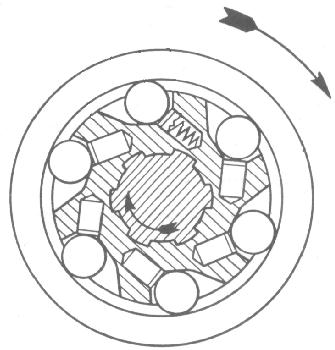
Schematische weergave van een dwarsdoorsnede van een vrijloopmechanisme met cilindrische klemrollen

 Een vrijloop of vrijloopkoppeling in de techniek/mechanica, is een mechanisme dat de aandrijfas van een wiel (en daarmee dus het vervoermiddel) loskoppelt van de aandrijving, wanneer de aandrijfas sneller dan de aandrijving draait.
Het mechanisme stelt bijvoorbeeld een fietser in staat om de pedalen stil te houden, of achteruit te trappen. Dit in tegenstelling tot een zogeheten "doortrapper", waarbij de pedalen via de fietsketting direct met de aandrijfas in verbinding staan.
Een vrijloop dient niet te worden verward met een overdrive. Dit is namelijk een mechanisme in de versnellingsbak van een motorvoertuig dat tot doel heeft de aandrijfkracht bij een constante snelheid te reduceren, zie overbrengingsverhouding.